# Valeri Koroljov
Valeri Nikolajevitsj Koroljov (Russisch: Валерий Николаевич Королёв) (Leningrad, 7 september 1965) is een voormalig basketbalspeler die speelde voor de nationale teams van de Sovjet-Unie.

## Carrière
Koroljov begon zijn carrière in 1981 bij Spartak Leningrad. Hij zou daar blijven spelen tot 1990. Van 1990 tot 1992 speelde hij voor Boedivelnik Kiev. In 1992 ging hij naar Oostenrijk om te spelen voor UKJ Sankt Pölten. In 1998 ging hij spelen voor BC Vienna. In 1995 ging hij terug naar UKJ Sankt Pölten. In 2003 stopte hij met basketbal. Koroljov maakte deel uit van het nationale basketbalteam van de Sovjet-Unie in 1990. Als speler van het Sovjet team, won Koroljov één zilveren medailles op de wereldkampioenschappen in 1990. Op de Goodwill Games won hij de bronzen medailles in 1990.

## Erelijst
- Landskampioen Sovjet-Unie:
  - Derde: 1985, 1986, 1987
- Landskampioen Oekraïne: 1
  - Winnaar: 1992
- Landskampioen Oostenrijk: 5
  - Winnaar: 1995, 1996, 1997, 1998, 1999
- Wereldkampioenschap:
  - Zilver: 1990
- Goodwill Games:
  - Brons: 1990

## Speler
4 Vētra ·
5 Bazarevitsj ·
6 Berezjnyj ·
7 Melesjtsjenko ·
8 Lopatov ·
9 Tichonenko  ·
10 Zjoekanenko ·
11 Moerzin ·
12 Soecharev ·
13 Koroljov ·
14 Podkovyrov ·
15 Pintsjoek ·
Coach: Garastas
· Assistent-coach: 
· Assistent-coach: 
4 Vētra ·
5 Sokk ·
6 Berezjnyj ·
7 Melesjtsjenko ·
8 Lopatov ·
9 Tichonenko  ·
10 Bazarevitsj ·
11 Volkov ·
12 Soecharev ·
13 Koroljov ·
14 Bilostinnyj ·
15 Pintsjoek ·
Coach: Garastas
· Assistent-coach: Chromajev
· Assistent-coach: 